# Kelsey Briddell
Pour les articles homonymes, voir Briddell.
Kelsey Briddell est une joueuse américaine de hockey sur gazon. Elle évolue au poste de milieu de terrain au ADK Field Hockey et avec l'équipe nationale américaine.

## Biographie
- Naissance le 1er août 1996 à New York.
- Élève à l'Université d'État de New York à Albany.

## Carrière
Elle a fait ses débuts en équipe première le 15 mai 2021 contre la Belgique à Anvers lors de la Ligue professionnelle 2020-2021.